# Elena Vallortigara
Elena Vallortigara (Schio, 21 settembre 1991) è un'altista italiana, medaglia di bronzo ai Mondiali di Oregon 2022.
Con la misura di 2,02 m, stabilita in occasione dei London Anniversary Games 2018, detiene la seconda prestazione italiana di sempre nel salto in alto femminile, alle spalle della primatista Antonietta Di Martino.
In carriera può vantare un totale di dieci titoli italiani assoluti (cinque all’aperto e cinque indoor), conquistati tra il 2017 e il 2023; in precedenza ha vinto sette titoli italiani giovanili (titolata in tutte le categorie), di cui uno anche nelle prove multiple,  e due medaglie di bronzo nel circuito internazionale giovanile, rispettivamente ai Mondiali juniores e a quelli allievi. È stata inoltre vicecampionessa italiana ai campionati universitari.

## Biografia

### Gli inizi
Ha iniziato a praticare atletica leggera nel 1999 all'età di otto anni (categoria Esordienti).
Ottiene la prima medaglia ai Campionati nazionali cadetti nel 2005, piazzandosi seconda.
L'anno dopo vince il suo primo titolo italiano, sempre ai Campionati italiani cadetti.
Una settimana dopo, il 28 settembre 2006, vince la finale dell'alto ai Giochi sportivi studenteschi nazionali a Lignano Sabbiadoro, stabilendo l'attuale record italiano cadette di 1,85 m.

### 2007-2008: l'esordio internazionale
Conquista due medaglie ai Campionati italiani allieve 2007: bronzo indoor e oro all'aperto.
Ottiene poi il titolo europeo giovanile al Festival olimpico della gioventù europea a Belgrado in Serbia.

Il 13 luglio 2007 conquista la medaglia di bronzo nel salto in alto ai Mondiali allievi di Ostrava nella Repubblica Ceca.
Nel 2008 vince il titolo italiano allieve indoor e ottiene la medaglia di bronzo agli assoluti al coperto (esordio per lei agli assoluti).
Consegue inoltre l’argento allieve e la settima posizione agli assoluti all'aperto.
Ancora in età da allieva partecipa a due manifestazioni internazionali juniores: vince la gara di salto in alto alla Coppa del Mediterraneo Ovest juniores a Rabat, in Marocco, mentre ai Mondiali juniores, disputati a Bydgoszcz, in Polonia, non riesce a raggiungere la finale.

### 2009-2010: l'esordio con la Nazionale assoluta
Iscritta agli italiani juniores indoor 2009, non gareggia.

Assente agli assoluti indoor.
Ai campionati italiani juniores vince la medaglia d’oro, mentre è quarta agli juniores nazionali di prove multiple; è medaglia d’argento agli assoluti.
È quarta agli Europei juniores tenutisi in Serbia a Novi Sad.

Nella Coppa del Mediterraneo juniores vince sia nel 2009 (a Madrid), in cui giunge anche sesta nel lancio del giavellotto, che nel 2010 (a Tunisi).
Ai campionati di prove multiple indoor 2010 vince il titolo italiano juniores e finisce quinta nella classifica assoluta.
Conquista due medaglie d'argento, sempre al coperto, rispettivamente ai Campionati italiani juniores e agli assoluti.
Infine, vince il titolo nazionale juniores all'aperto, mentre non gareggia agli assoluti.
Il 12 giugno 2010 stabilisce a Padova il primato personale saltando 1,90 m (primato italiano juniores eguagliato).
Il 26 luglio dello stesso anno conquista la medaglia di bronzo ai Mondiali juniores di Moncton in Canada con 1,89 m.
L'11 settembre 2010 esordisce con la Nazionale assoluta al DécaNation francese ad Annecy giungendo terza e migliorando il suo primato personale, portandolo a 1,91 m.

### 2011-2017: altre medaglie ai campionati nazionali
Titolo italiano promesse indoor nel 2011; agli assoluti al coperto, invece, iscritta, poi non gareggia.

Assente agli italiani promesse e assoluti 2011.
Salta l'intera stagione dei nazionali al coperto 2012, mentre nella stagione outdoor conquista due medaglie d'argento ai campionati italiani universitari e promesse e riporta un quinto posto agli assoluti.
Salta l'intera stagione dei nazionali indoor 2013 ed è assente agli italiani promesse all'aperto.

Argento agli assoluti.
Salta l'intera stagione 2014 degli assoluti.
Due volte quarto posto agli italiani indoor 2015 sia nelle prove multiple che agli assoluti.
Vicecampionessa italiana agli assoluti a Torino.
Campionessa italiana agli assoluti indoor di Ancona (18 febbraio 2017) con la misura di 1,87 m.

### 2018: il nuovo primato personale a 2,02 m
Agli assoluti outdoor di Pescara (9 settembre 2018) è medaglia d’oro con 1,91 m.
Il 22 luglio, durante l'undicesima tappa della Diamond League svoltasi a Londra, conclude il meeting al secondo posto e ottiene il nuovo primato personale con la misura di 2,02 m (seconda prestazione mondiale dell’anno), diventando la quarta italiana di sempre a superare i 2 metri nel salto in alto.

#### La progressione del 2018
Prima del 2018, Vallortigara vantava un record personale di 1,91 m stabilito nel 2010, all'età di 18 anni (al tempo record italiano juniores). Dopo vari infortuni, nel corso del 2018 ha incrementato più volte il suo primato fino alla misura di 2,02 m, stabilendo la seconda prestazione italiana di sempre nonché la seconda prestazione mondiale dell'anno dietro i 2,04 m della russa Marija Lasickene. Durante la stagione ha dimostrato una notevole continuità di rendimento, disputando sette gare con una misura pari o superiore a 1,94 m.
     Misura di almeno 1,94 m.
| Data        | Competizione                                               | Luogo      | Posizione | Misura | Note                          |
| ----------- | ---------------------------------------------------------- | ---------- | --------- | ------ | ----------------------------- |
| 25 aprile   | Trofeo della Liberazione                                   | Siena      | 1ª        | 1,94 m | Miglior prestazione personale |
| 1º maggio   | Meeting Città di Palmanova                                 | Palmanova  | 1ª        | 1,90 m |                               |
| 5 maggio    | Campionati italiani di società (Fase Regionale)            | Caorle     | 1ª        | 1,95 m | Miglior prestazione personale |
| 31 maggio   | Golden Gala Pietro Mennea                                  | Roma       | 3ª        | 1,94 m |                               |
| 3 giugno    | FBK Games                                                  | Hengelo    | 4ª        | 1,91 m |                               |
| 6 giugno    | Klaverblad International High Jump Meeting                 | Zoetermeer | 1ª        | 1,96 m | Miglior prestazione personale |
| 23 giugno   | Campionati italiani di società (Finale Oro)                | Modena     | 1ª        | 1,94 m |                               |
| 30 giugno   | Meeting de Paris                                           | Parigi     | 5ª        | 1,94 m |                               |
| 18 luglio   | Meeting International d'Athlétisme de la Province de Liège | Liegi      | 1ª        | 1,91 m |                               |
| 22 luglio   | London Anniversary Games                                   | Londra     | 2ª        | 2,02 m | Miglior prestazione personale |
| 9 settembre | Campionati italiani assoluti                               | Pescara    | 1ª        | 1,91 m |                               |

### 2019-2020: nuovamente campionessa italiana
Agli assoluti italiani indoor di Ancona del 2019 (15 febbraio) vince la medaglia d’oro superando 1,92 m.
Si conferma campionessa italiana indoor nel 2020 (23 febbraio, sempre ad Ancona), con una misura (1,96 m) che la ricolloca nell’élite mondiale dopo un periodo di appannamento.

### 2022: il bronzo mondiale
Dopo essere tornata a misure di eccellenza saltando 1,98 m ai campionati assoluti di Rieti, il 19 luglio 2022 conquista la medaglia di bronzo ai campionati del mondo di atletica leggera a Eugene con la misura di 2,00 m.

## Record nazionali
Cadette (under 16)
- Salto in alto: 1,85 m ( Lignano Sabbiadoro, 28 settembre 2006)

## Progressione

### Salto in alto
| Stagione | Misura | Luogo      | Data      | Rank. Mond. |
| -------- | ------ | ---------- | --------- | ----------- |
| 2023     | 1,81 m | Rabat      | 28-5-2023 |             |
| 2022     | 2,00 m | Eugene     | 19-7-2022 |             |
| 2021     | 1,96 m | Sotteville | 11-7-2021 |             |
| 2020     | 1,88 m | Padova     | 30-8-2020 |             |
| 2019     | 1,91 m | Bellinzona | 1-9-2019  |             |
| 2018     | 2,02 m | Londra     | 22-7-2018 | 2ª          |
| 2017     | 1,86 m | Catania    | 16-6-2017 |             |
| 2016     | 1,82 m | Modena     | 17-6-2016 |             |
| 2015     | 1,84 m | Torino     | 25-7-2015 |             |
| 2014     | 1,84 m | Cles       | 29-8-2014 |             |
| 2013     | 1,85 m | Milano     | 27-7-2013 |             |
| 2012     | 1,86 m | Misano     | 16-6-2012 |             |
| 2010     | 1,91 m | Annecy     | 11-9-2010 |             |
| 2009     | 1,87 m | Novi Sad   | 26-7-2009 |             |
| 2008     | 1,82 m | Chiuro     | 14-6-2008 |             |
| 2007     | 1,87 m | Cesenatico | 7-10-2007 |             |
| 2006     | 1,85 m | Lignano    | 28-9-2006 |             |

### Salto in alto indoor
| Stagione | Misura | Luogo           | Data      | Rank. Mond. |
| -------- | ------ | --------------- | --------- | ----------- |
| 2022/23  | 1,95 m | Banská Bystrica | 14-2-2023 |             |
| 2021/22  | 1,92 m | Ancona          | 27-2-2022 |             |
| 2020/21  | 1,93 m | Banská Bystrica | 2-2-2021  |             |
| 2019/20  | 1,96 m | Ancona          | 23-2-2020 |             |
| 2018/19  | 1,92 m | Ancona          | 15-2-2019 |             |
| 2017/18  | 1,84 m | Sainte-Croix    | 3-2-2018  |             |
| 2016/17  | 1,87 m | Ancona          | 18-2-2017 |             |
| 2015/16  | 1,83 m | Firenze         | 15-2-2016 |             |
| 2014/15  | 1,86 m | Pordenone       | 31-1-2015 |             |
| 2013/14  | 1,78 m | Padova          | 11-1-2014 |             |
| 2010/11  | 1,90 m | Padova          | 29-1-2011 |             |
| 2009/10  | 1,87 m | Ancona          | 31-1-2010 |             |
| 2008/09  | 1,72 m | Padova          | 17-1-2009 |             |
| 2007/08  | 1,85 m | Ancona          | 10-2-2008 |             |
| 2006/07  | 1,74 m | Genova          | 24-2-2007 |             |
| 2005/06  | 1,72 m | Modena          | 19-2-2006 |             |

## Palmarès
| Anno | Manifestazione  | Sede      | Evento        | Risultato | Prestazione | Note                                     |
| ---- | --------------- | --------- | ------------- | --------- | ----------- | ---------------------------------------- |
| 2007 | Mondiali U18    | Ostrava   | Salto in alto | Bronzo    | 1,81 m      | [ 5 ]                                    |
| 2008 | Mondiali U20    | Bydgoszcz | Salto in alto | 30ª (q)   | 1,65 m      | [ 6 ]                                    |
| 2009 | Europei U20     | Novi Sad  | Salto in alto | 4ª        | 1,87 m      | [ 7 ]                                    |
| 2010 | Mondiali U20    | Moncton   | Salto in alto | Bronzo    | 1,89 m      | [ 8 ]                                    |
| 2018 | Europei         | Berlino   | Salto in alto | 15ª (q)   | 1,86 m      |                                          |
| 2019 | Europei indoor  | Glasgow   | Salto in alto | 17ª (q)   | 1,89 m      |                                          |
| 2019 | Mondiali        | Doha      | Salto in alto | 17ª (q)   | 1,90 m      |                                          |
| 2021 | Europei indoor  | Toruń     | Salto in alto | 14ª (q)   | 1,87 m      |                                          |
| 2021 | Giochi olimpici | Tokyo     | Salto in alto | 16ª (q)   | 1,93 m      |                                          |
| 2022 | Mondiali indoor | Belgrado  | Salto in alto | 6ª        | 1,92 m      | Miglior prestazione personale stagionale |
| 2022 | Mondiali        | Eugene    | Salto in alto | Bronzo    | 2,00 m      | Miglior prestazione personale stagionale |
| 2022 | Europei         | Monaco    | Salto in alto | 9ª        | 1,87 m      |                                          |
| 2023 | Europei indoor  | Istanbul  | Salto in alto | 15ª (q)   | 1,82 m      |                                          |
| 2024 | Europei         | Roma      | Salto in alto | 15ª (q)   | 1,85 m      |                                          |

## Campionati nazionali
- 5 volte campionessa nazionale assoluta del salto in alto (2018, 2020, 2021, 2022, 2023)
- 5 volte campionessa nazionale assoluta indoor del salto in alto (2017, 2019, 2020, 2022, 2023)
- 1 volta campionessa nazionale promesse indoor del salto in alto (2011)
- 2 volte campionessa nazionale juniores del salto in alto (2009, 2010)
- 1 volta campionessa nazionale juniores indoor del pentathlon (2010)
- 1 volta campionessa nazionale allievi del salto in alto (2007)
- 1 volta campionessa nazionale allievi indoor del salto in alto (2008)
- 1 volta campionessa nazionale cadetti del salto in alto (2006)

2005
- Argento ai campionati italiani cadetti (Bisceglie), salto in alto - 1,58 m[9]

2006
- Oro ai campionati italiani cadetti (Bastia Umbra), salto in alto - 1,71 m[2]

2007
- Bronzo ai campionati italiani allievi indoor (Genova), salto in alto - 1,74 m[10]
- Oro ai campionati italiani allievi (Cesenatico), salto in alto - 1,87 m[11]

2008
- Oro ai campionati italiani allievi indoor (Ancona), salto in alto - 1,85 m[12]
- Bronzo ai campionati italiani assoluti indoor (Genova), salto in alto - 1,74 m[13]
- 7ª ai campionati italiani assoluti (Cagliari), salto in alto - 1,77 m[14]
- Argento ai campionati italiani allievi (Rieti), salto in alto, 1,72 m[15]

2009
- Oro ai campionati italiani juniores (Rieti), salto in alto - 1,83 m[16]
- 4ª ai campionati italiani di prove multiple (Grosseto), eptathlon - 4 539 p.[17]
- Argento ai campionati italiani assoluti (Milano), salto in alto - 1,87 m[18]

2010
- 5ª ai campionati italiani di prove multiple indoor (Ancona), pentathlon - 3 626 p.[19]
- Oro ai campionati italiani di prove multiple indoor (Ancona), pentathlon - 3 626 p.[20]
- Argento ai campionati italiani juniores indoor (Ancona), salto in alto - 1,81 m[21]
- Argento ai campionati italiani assoluti indoor (Ancona), salto in alto - 1,86 m[22]
- Oro ai campionati italiani juniores (Pescara), salto in alto - 1,88 m[23]

2011
- Oro ai campionati italiani promesse indoor (Ancona), salto in alto - 1,89 m[24]

2012
- Argento ai campionati italiani universitari (Messina), salto in alto - 1,82 m[25]
- Argento ai campionati italiani promesse (Misano Adriatico), salto in alto - 1,86 m[26]
- 5ª ai campionati italiani assoluti (Bressanone), salto in alto - 1,76 m[27]

2013
- Argento ai campionati italiani assoluti (Milano), salto in alto - 1,85 m[28]

2015
- 4ª ai campionati italiani di prove multiple indoor (Padova), pentathlon - 3558 p.[29]
- 4ª ai campionati italiani assoluti indoor (Padova), salto in alto - 1,81 m[30]
- Argento ai campionati italiani assoluti (Torino), salto in alto - 1,84 m[31]

2017
- Oro ai campionati italiani assoluti indoor (Ancona), salto in alto - 1,87 m[32]
- 4ª ai campionati italiani assoluti (Trieste), salto in alto - 1,84 m[33]

2018
- Argento ai campionati italiani assoluti indoor (Ancona), salto in alto - 1,82 m[34]
- Oro ai campionati italiani assoluti (Pescara), salto in alto - 1,91 m[35]

2019
- Oro ai campionati italiani assoluti indoor (Ancona), salto in alto - 1,92 m[36]

2020
- Oro ai campionati italiani assoluti indoor (Ancona), salto in alto - 1,96 m
- Oro ai campionati italiani assoluti (Padova), salto in alto - 1,88 m

2021
- Oro ai campionati italiani assoluti (Rovereto), salto in alto - 1,88 m

2022
- Oro ai campionati italiani assoluti indoor (Ancona), salto in alto - 1,92 m
- Oro ai campionati italiani assoluti (Rieti), salto in alto - 1,98 m

2023
- Oro ai campionati italiani assoluti indoor (Ancona), salto in alto - 1,90 m
- Oro ai campionati italiani assoluti (Molfetta), salto in alto - 1,87 m

2025
- Bronzo ai campionati italiani assoluti (Caorle), salto in alto - 1,78 m

## Altre competizioni internazionali
2007
- Oro al Festival olimpico della gioventù europea ( Belgrado), salto in alto - 1,86 m[5]

2010
- Bronzo al DécaNation ( Annecy), salto in alto - 1,91 m[8]

2018
- Bronzo al Golden Gala Pietro Mennea ( Roma), salto in alto - 1,94 m
- Argento ai London Anniversary Games ( Londra), salto in alto - 2,02 m

2019
- 7ª al Bauhaus-Galan ( Stoccolma), salto in alto - 1,78 m
- 12ª al Memorial Van Damme ( Bruxelles), salto in alto - 1,85 m

2020
- 7ª al Golden Gala Pietro Mennea ( Roma), salto in alto - 1,80 m

2022
- 5ª al Prefontaine Classic ( Eugene), salto in alto - 1,90 m
- 6ª al Bauhaus-Galan ( Stoccolma), salto in alto - 1,89 m